# Driebond (waterschap)
De Driebond is een voormalig waterschap in de Nederlandse provincie Groningen. De naam is een verwijzing naar het verbond dat de drie waterschappen sloten. Waterstaatkundig gezien ligt het gebied sinds 2000 binnen dat van het waterschap Hunze en Aa's.
Het waterschap ontstond door samenvoeging van de drie schappen Noorder Middelbertsterpolder, Zuid-Middelbert en de Euvelgunnermolenpolder.
Het schap bevond zich ten oosten van de stad Groningen. De noordgrens lag bij het Eemskanaal, de oostgrens bij de Borgsloot, de zuidgrens bij de Olingerweg en de westgrens bij de loop van de Oude Hunze. Later kwam hier een straat met de naam Skagerrak. Het schap bestond uit drie bemalingen die overeenkwamen met de oude waterschappen.

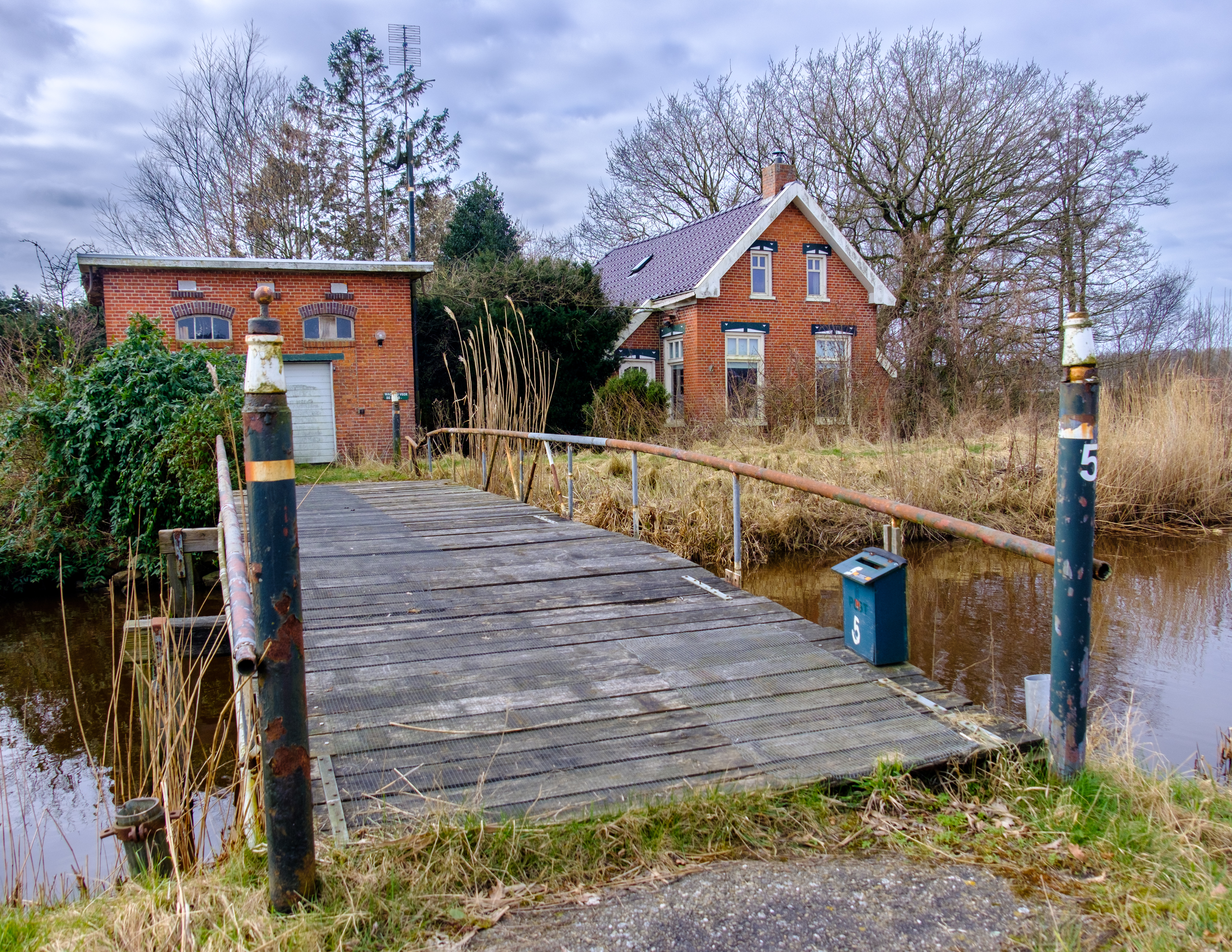
Gemaal (links) en dienstwoning (rechts) van de Driebond gezien vanaf de Driemerenweg in Meerstad.